# Дешин Шекпа
Дешин Шегпа (тиб. དེ་བཞིན་གཤེགས་པ; De-bzhin gShegs-pa; 1384—1415) — Кармапа V, глава школы карма-кагью тибетского буддизма.

## Биография
Дешин Шегпа родился в области Ньянгдам, на юге Тибета. Согласно легенде, сразу же после рождения он сказал: «Я — Кармапа. Ом мани падме хум шри». Ламы из монастыря Цурпху узнали об этом и отвезли в монастырь, где он был опознан Шамарпой Кхачё Вангпо, учеником Кармапы IV.
Когда Дешин Шегпа закончил обучение, минский император Юнлэ в 1403 году пригласил его в Китай в связи с видением, в котором ему явился бодхисаттва Авалокитешвара и просил провести молебны для его умерших родителей. Кармапа прибыл в императорский дворец в Нанкине 10 апреля 1407 года, где его приветствовали тысячи монахов. По преданиям, во время его пребывания в Китае происходили различные чудесные события. Он давал поучения императорской семье. Император подарил Дешин Шегпе 700 мер серебра и пожаловал ему титул «Драгоценный Царь Учения, Великий Сочувственный с Запада, Могущественный Будда Мира».
Юнлэ объявил Кармапе, что в буддизме существует слишком большое число школ, и что он готов объединить их все силой в одну школу карма-кагью. Кармапа объяснил ему, что он не желал бы этого, поскольку люди не получили бы от этого никакой пользы, и что человечеству нужны методы различных поучений, а все школы в действительности — это ничто иное, как одна большая семья. Несмотря на давление, оказываемое со стороны министров, Юнлэ внял совету Кармапы и отозвал свои армии с тибетских границ. Кармапа даровал Юнлэ поучения и посвящения.
Однажды во время церемонии император увидел над головой учителя ваджрную корону, сделанную из волос ста тысяч дакинь. Понимая, что только большой духовный прогресс позволил ему это увидеть, он приказал изготовить корону из чёрной парчи и украшенную драгоценными камнями, так, чтобы она была видна для всех. Когда работа была окончена, он поднёс её Кармапе, и начиная с того времени последовательные воплощения Кармапы носят Чёрную корону.
В 1410 году Дешин Шегпа вернулся в Цурпху, где восстановил монастырь, стены которого были сильно повреждены землетрясением. Он умер в 1415 году в возрасте 32 лет. Важнейшими учениками Кармапы V были Трунг Масе Тогден (Трунгпа-тулку I), Юнлэ и Шамарпа III Чопел Йеше, а из лам других линий — Ченга Дондуп Гьялпо и Миньянг Тогден.